# As-Samirija
As-Samirija (arab. السامرية) – nieistniejąca już arabska wieś, która była położona w Dystrykcie Beisan w Mandacie Palestyny. Wieś została wyludniona i zniszczona podczas I wojny izraelsko-arabskiej, po ataku sił żydowskiej Hagany w dniu 27 maja 1948 roku.

## Położenie
As-Samirija leżała w południowej części Doliny Bet Sze’an. Wieś była położona w depresji rzeki Jordan na wysokości -135 metrów p.p.m., w odległości 7 kilometrów na południe od miasta Beisan. Według danych z 1945 roku do wsi należały ziemie o powierzchni 387,3 ha. We wsi mieszkało wówczas 250 osób.
| własność gruntów | powierzchnia gruntów (hektary) |
| ---------------- | ------------------------------ |
| Arabowie         | 285,1                          |
| Żydzi            | -                              |
| publiczne        | 102,2                          |
| Razem            | 387,3                          |

| Rodzaj użytkowanych gruntów | Arabowie (hektary) |
| --------------------------- | ------------------ |
| uprawy nawadniane           | 1,1                |
| uprawy zbóż                 | 362,5              |
| nieużytki                   | 21,6               |
| zabudowane                  | 2,1                |

## Historia
W okresie panowania Brytyjczyków as-Samirija była niewielką wsią, której mieszkańcy utrzymywali się z upraw zbóż.

Przyjęta 29 listopada 1947 roku Rezolucja Zgromadzenia Ogólnego ONZ nr 181 przyznała te tereny państwu żydowskiemu. Podczas I wojny izraelsko-arabskiej, w dniu 27 maja 1948 roku żołnierze żydowskiej organizacji paramilitarnej Hagana zajęli wieś As-Samirija. Wysiedlono wówczas jej mieszkańców, a następnie wyburzono wszystkie domy.

## Miejsce obecnie
W rejonie wioski as-Samirija powstał w 1951 moszaw Sede Terumot, natomiast pola wioski zajął sąsiedni moszaw Rechow i wieś komunalna Tel Te’omim. Palestyński historyk Walid Chalidi, tak opisał pozostałości wioski As-Samirija: „Pozostają tylko zapadnięte dachy; są one zlokalizowane na zachodnim skraju osady Sde Trumot„.